# کونگورین
| سامانه   | ردیف       | اشکوب       | سن (میلیون سال پیش) |
| -------- | ---------- | ----------- | ------------------- |
| تریاس    | پیشین      | ایندوئن     | → پس از آن          |
| پرمین    | لوپینجین   | چانگسینگین  | ۲۵۲٫۲–۲۵۴٫۱         |
| پرمین    | لوپینجین   | ووچیاپینگین | ۲۵۴٫۱–۲۵۹٫۸         |
| پرمین    | گوادالوپین | کاپیتانین   | ۲۵۹٫۸–۲۶۵٫۱         |
| پرمین    | گوادالوپین | ووردین      | ۲۶۵٫۱–۲۶۸٫۸         |
| پرمین    | گوادالوپین | رودین       | ۲۶۸٫۸–۲۷۲٫۳         |
| پرمین    | سیسورالین  | کونگورین    | ۲۷۲٫۳–۲۸۳٫۵         |
| پرمین    | سیسورالین  | آرتینسکین   | ۲۸۳٫۵–۲۹۰٫۱         |
| پرمین    | سیسورالین  | ساکمارین    | ۲۹۰٫۱–۲۹۵٫۰         |
| پرمین    | سیسورالین  | آسلین       | ۲۹۵٫۰–۲۹۸٫۹         |
| کربونیفر | پنسیلوانین | گژلین       | → پیش از آن         |

کونگورین (انگلیسی: Kungurian) در مقیاس زمانی زمین‌شناسی، اشکوب بالایی یا آخرین عصر از ردیف سیسورالین در دوره پرمین به‌شمار می‌رود. کونگورین در ستون چینه‌شناسی پس از اشکوب آرتینسکین و پیش از رودین جای می‌گیرد. اشکوب کونگورین از حدود ۰٫۰۶ ± ۲۸۳٫۵ میلیون سال پیش آغاز شده و تا ۰٫۵ ± ۲۷۲٫۳ میلیون سال پیش ادامه یافت.

## نام‌گذاری
نام این اشکوب از نام شهر روسی کونگور گرفته شده است. این نام در سال ۱۸۹۰ توسط الکساندر استاکنبرگ زمین‌شناس روسی معرفی شد.